# Frau am Fenster
Frau am Fenster ist ein zwischen 1818 und 1822 datiertes Gemälde von Caspar David Friedrich. Das Bild in Öl auf Leinwand im Format 44 × 37 cm befindet sich in der Berliner Nationalgalerie.

## Bildbeschreibung

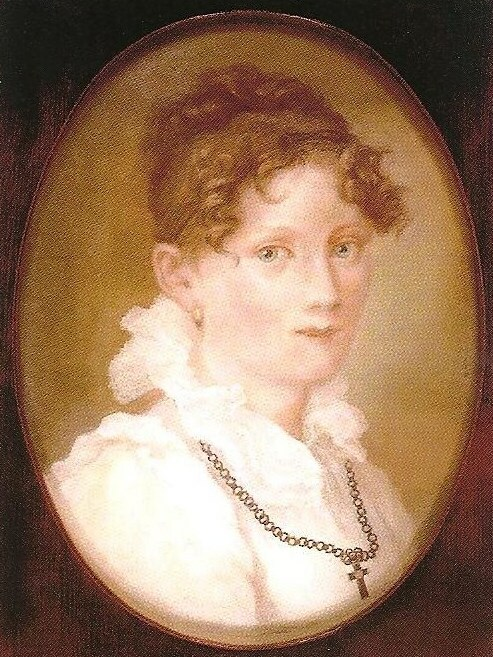
Caroline Friedrich

Die Frau am Fenster ist eines der seltenen Gemälde Friedrichs, in dem die natürlichen Gegebenheiten einigermaßen genau abgebildet sind. 
Das Gemälde zeigt eine Frau vor der Fensterpartie eines nahezu leeren Raumes, die dem Betrachter den Rücken zukehrt. Der Betrachter sieht die breiten Dielen des Bodens, blickt frontal auf nackte Wände und, in einer vorgeschobenen schmalen Nische, eine schmale Fensterbank, auf der rechts außen, von der Frau rechts abgesetzt durch den geöffneten mittleren Fensterflügel, zwei Flaschen auf einem Blatt stehen. Hinter den Flaschen steht diagonal ein dünner länglicher Stab, der einen Pinsel darstellen könnte. 
Der Raum ist anhand des Atelierbildes von Georg Friedrich Kersting von 1811 als Atelier Friedrichs erkennbar, das sich im Haus An der Elbe 26 befand.
Die Frau schaut scheinbar versunken aus dem Fenster. Sie trägt ein knöchellanges, in Falten gelegtes grünes Kleid mit weißem Rüschenkragen, das durch ein dünnes Band in der oberen Taille gebunden ist. Unter dem Kleid schauen weiße Strümpfe und gelbliche Hausschuhe hervor. Ihre langen Haare sind gewunden und zusammengesteckt und oben von einem breiten Kamm gehalten. Die changierenden Grün-, Grau- und Brauntöne des Kleides setzen sich in der Umgebung des Zimmers fort. Die Rückenfigur stellt nach zeitgenössischer Überlieferung Caroline Friedrich dar, die Frau des Malers.
Im unteren, hellgrün abgedunkelten Teil des Fensterrahmens ist mittig ein Fenster geöffnet und gibt den Blick frei auf Masten und Takelung zweier Segelboote sowie eine Reihe von hoch gewachsenen Pappeln, die nach Landschaftsdarstellungen aus dieser Zeit die Uferzone der Elbe säumten. Die Bäume und das vordere Schiff werden durch den Maler deutlich näher am Fenster gelegen gemalt, als sich diese wirklich befinden. Diese Nähe ist unrealistisch. In den oberen Fenstersegmenten setzen sich rechts Mast und Takelage des dichtesten Segelbootes fort, ansonsten ist nur blauer Himmel mit dünnen Wolkenkolonnen zu sehen.

## Datierung

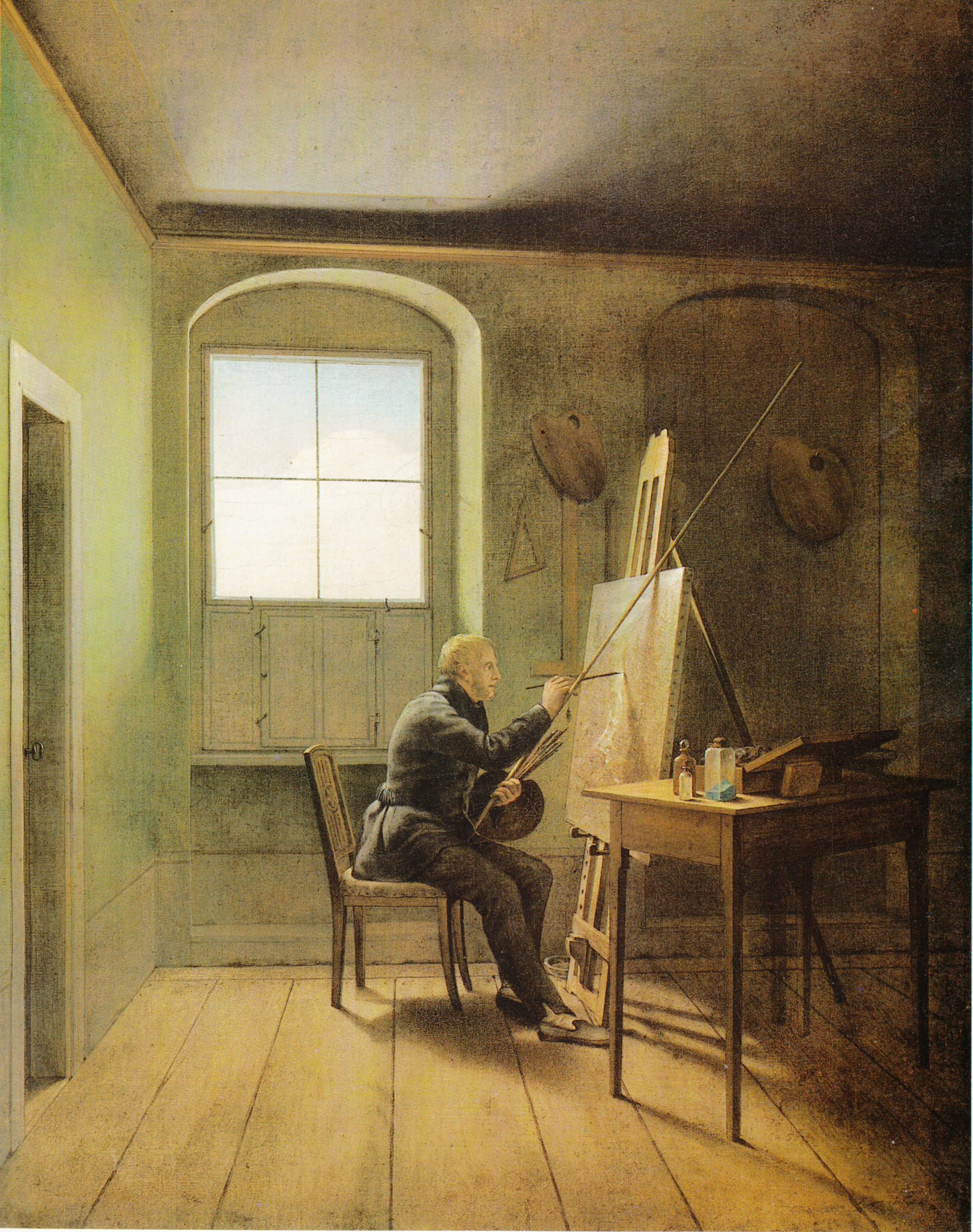
Georg Friedrich Kersting: Caspar David Friedrich in seinem Atelier, 1811

Seit 1916 galt für die Frau am Fenster die Datierung auf 1818, die in der Forschung auch immer wieder bestätigt wurde. Diese Festlegung gründete sich auf die weitgehende Übereinstimmung des Interieurs mit dem von Kersting 1811 und 1819 gemalten Atelier Friedrichs, abgesehen von Einzelheiten. Die Malerstube befand sich in der Dresdner Wohnung im Haus An der Elbe 26 (heute: Terrassenufer), die der Maler 1820 verließ, um in das Haus An der Elbe 33 zu ziehen.
Helmut Börsch-Supan schloss aus der verspäteten Einlieferung des Gemäldes zur Dresdner Akademieausstellung von 1822, dass es gerade vollendet gewesen sein müsse. Der Katalog der Dresdner Akademieausstellung von 1822 vermerkte unter den nachträglich eingereichten Arbeiten: „Des Künstlers Attlier, nach der Natur gemalt von Friedrich, Mitglied er Akademie.“ Gegen die spätere Datierung spricht die Übereinstimmung von baulichen Details in den verglichenen Bildern, die sehr unwahrscheinlich in der nächsten Wohnung genauso vorhanden gewesen sein können. Gleichwohl hatte sich die Datierung 1822 seit den 1970er Jahren durchgesetzt. In jüngster Zeit rekurriert Werner Hofmann wieder auf die Erkennbarkeit des Ateliers vor 1820.

## Provenienz
Das Bild befand sich zunächst, bis auf die Präsentation auf der Dresdner Akademieausstellung im Entstehungsjahr 1822, in Familienbesitz. Die Berliner Nationalgalerie erwarb das Gemälde 1906 von Johanna Friedrich in Greifswald, Schwiegertochter von Caspar David Friedrichs Bruder Heinrich. Von 1986 bis 2001 befand sich das Bild in der Galerie der Romantik im Knobelsdorff-Flügel im Schloss Charlottenburg. Seit 2001 ist es in der wiedereröffneten Alten Nationalgalerie in Berlin zu sehen.

## Struktur und Ästhetik
Das Bild ist symmetrisch angelegt. Die mittlere Fußbodenfuge und der senkrechte Steg des Fensterkreuzes bezeichnen die Mittelachse. Die Fensternische verengt den dargestellten kargen Raum. Alle Formen und Linien steigern die Wahrnehmung äußerster Zurückgenommenheit. Die drei schrägen Fußbogenfugen vermitteln den Eindruck von Raumtiefe, die einen Platz für die Frau freihält, die Betonung der seitlichen Rahmenbegrenzung engt diesen Freiraum der Frau ein. Die so entstehende Architektur schafft den Raumcharakter einer dunklen Klosterzelle, verstärkt durch den hellen Kontrast des flirrenden Gelbgrüns der Bäumen und dem Wasserblau des Himmels.
Maste und Takelung der beiden Segelboote bilden im Fensterrechteck des Oberlichtes und in der Fensterluke (in Gestalt eines Triptychons) ein System von Dreiecken, so entsteht eine Geometrie des Draußen und eine Geometrie des Drinnen. Außerdem scheint der Mast des rechten Bootes ein Stück der Bildachse nach rechts zu verschieben, was durch die leichte Neigung der Frau nach links wieder ins Gleichgewicht gebracht wird, aber den Raum optisch nach rechts absinken lässt. Die linke Senkrechte des Goldenen Schnitts verläuft auf der Innenkante des Rahmens der geöffneten Mitteklappe, die rechte auf dem Mittelholm dieser Klappe selbst. Der schmale Querholm des Himmelsfensters teilt dieses noch einmal im Verhältnis des Goldenen Schnitts.
Es entsteht in der festgefügten Bildarchitektur ein fein nuanciertes ästhetischen Spiel der Bewegung. Die Frau mit ihren weichen Umrisslinien erscheint als das einzig Lebendige in der streng gestalteten Konstruktion. Der Betrachter des Bildes schaut zuerst an der Frau vorbei auf die Szenerie vor dem Haus und ahnt mehr als er sieht. Die Kammer wird zur dunklen Rahmung dieses Ausblicks.

## Bilddeutung

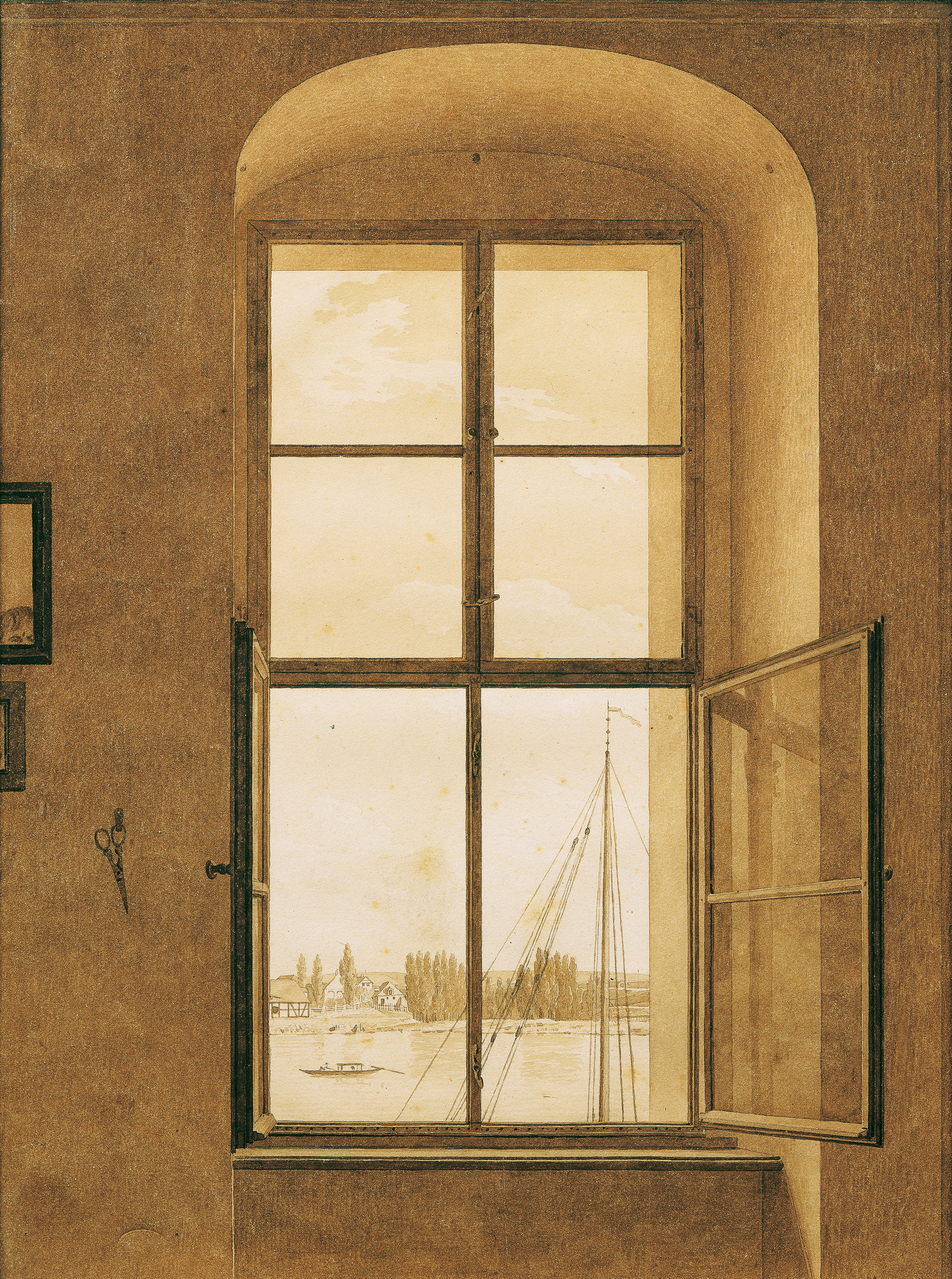
Caspar David Friedrich: Blick aus dem Fenster des Künstlers, rechtes Fenster, 1805/06

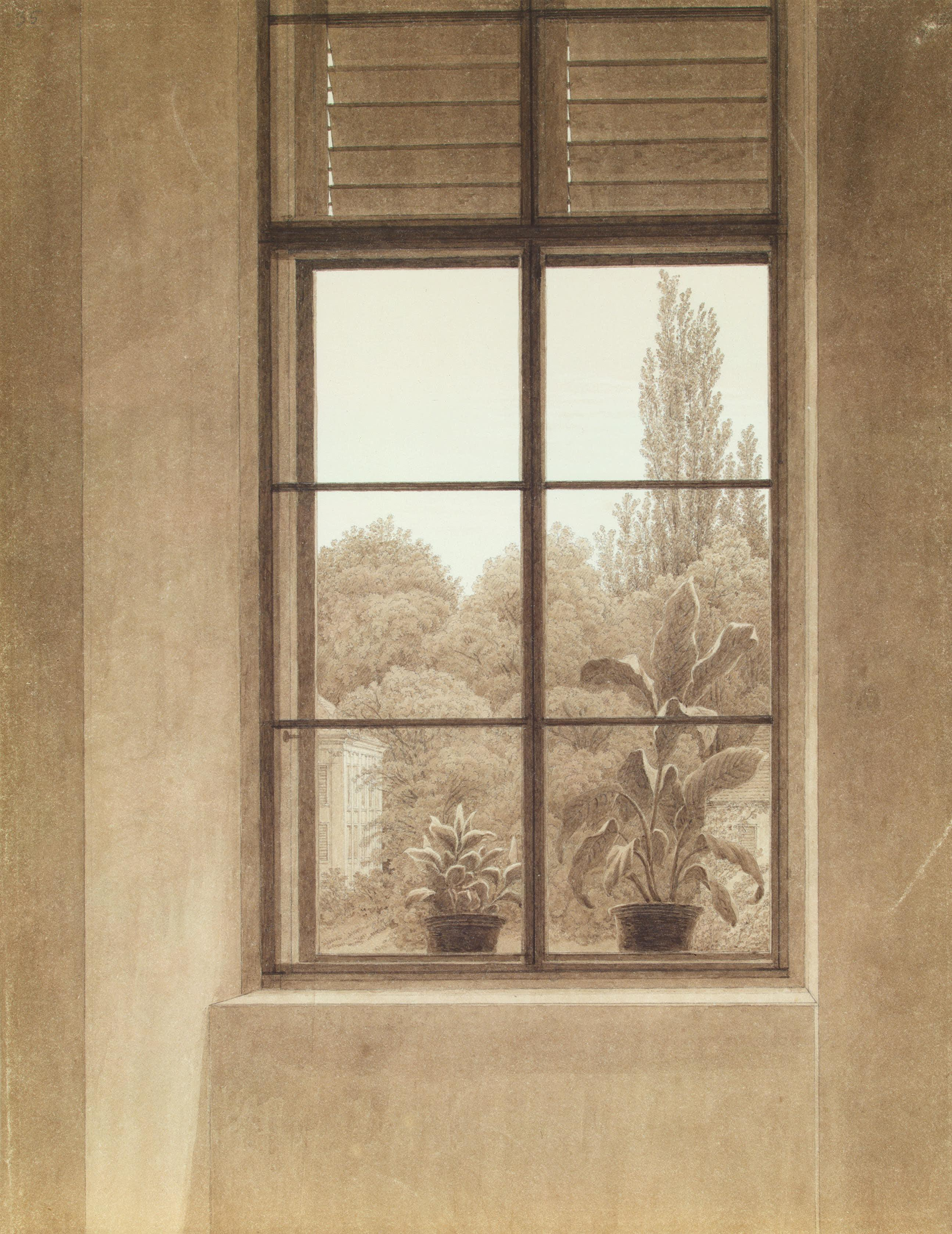
Caspar David Friedrich: Fenster mit Parkpartie, 1806–11

### Religiöses Sinnbild
In Friedrichs Werk gibt es mit der Sepia Blick aus dem Fenster des Künstlers, rechtes Fenster, von 1805/06 einen langen motivischen Vorlauf für das Gemälde. Daraus ergibt sich für Helmut Börsch-Supan eine religiöse Deutung, in der das Fensterkreuz auf Christus verweist. Der dunkle Innenraum stehe für die Enge der irdischen Welt, die ihr Licht nur durch das Fenster als Öffnung zum Überirdischen erhält. Das gegenüber liegende Ufer gelte als das Jenseits im religiösen Sinn und der nicht sichtbare Fluss als der Tod, die Boote stünden zur Überfahrt bereit. Das antike Motiv des Flusses der Unterwelt, den Charon auf seinem Nachen überquert, werde im christlichen Sinn umgedeutet. Den Pappeln wird wegen ihrer Verschlankung nach oben das Sinnbild der Todessehnsucht zugeschrieben.   

### Bild der Unfreiheit
Für Jens Christian Jensen ergibt sich der Bildsinn durch die Bildgestalt. Danach besitzt das Zimmer etwas von einem Gefängnisraum und die Frau möchte hinaus in die Freiheit, die in der im Fensterausschnitt offenbarten reichen Ferne und Unermesslichkeit sichtbar ist. Das Gemälde sei ein Bild menschlicher Sehnsucht. Friedrich wird der Gedanke unterstellt, dass die Frau für ein freies Leben in der Welt nicht gerüstet und in solcher Rolle von der Gesellschaft auch nicht geduldet ist.

### Spirituelle Botschaft
Nach Werner Hofmann gehe es Friedrich in dem Bild um die spirituelle Konfrontation von Innen- und Außenraum. Hierzu bringe die Sepia Fenster mit Parkpartie von 1806 den motivischen Vorlauf. Dort wird der bildlose Raum mit der üppigen Parklandschaft kontrastiert. Bei der Frau am Fenster ist ein Teil der Aussicht abgedeckt, der Betrachter erahne mehr als er sieht, wie bei einem „religious window“. Die Fensterläden in Form eines Triptychons könnten einen Flügelaltar assoziieren. Die Frau diene in dem Bildgeschehen als vermittelnde Figur. Erik Forssman und Hartmut Böhme erkennen das alte Motiv des Fensters als romantisches Motiv der Scheidung zwischen Innen- und Außenwelt wird. Die Frau verkörpere als Rückenfigur den Sehnsuchtsgedanken.

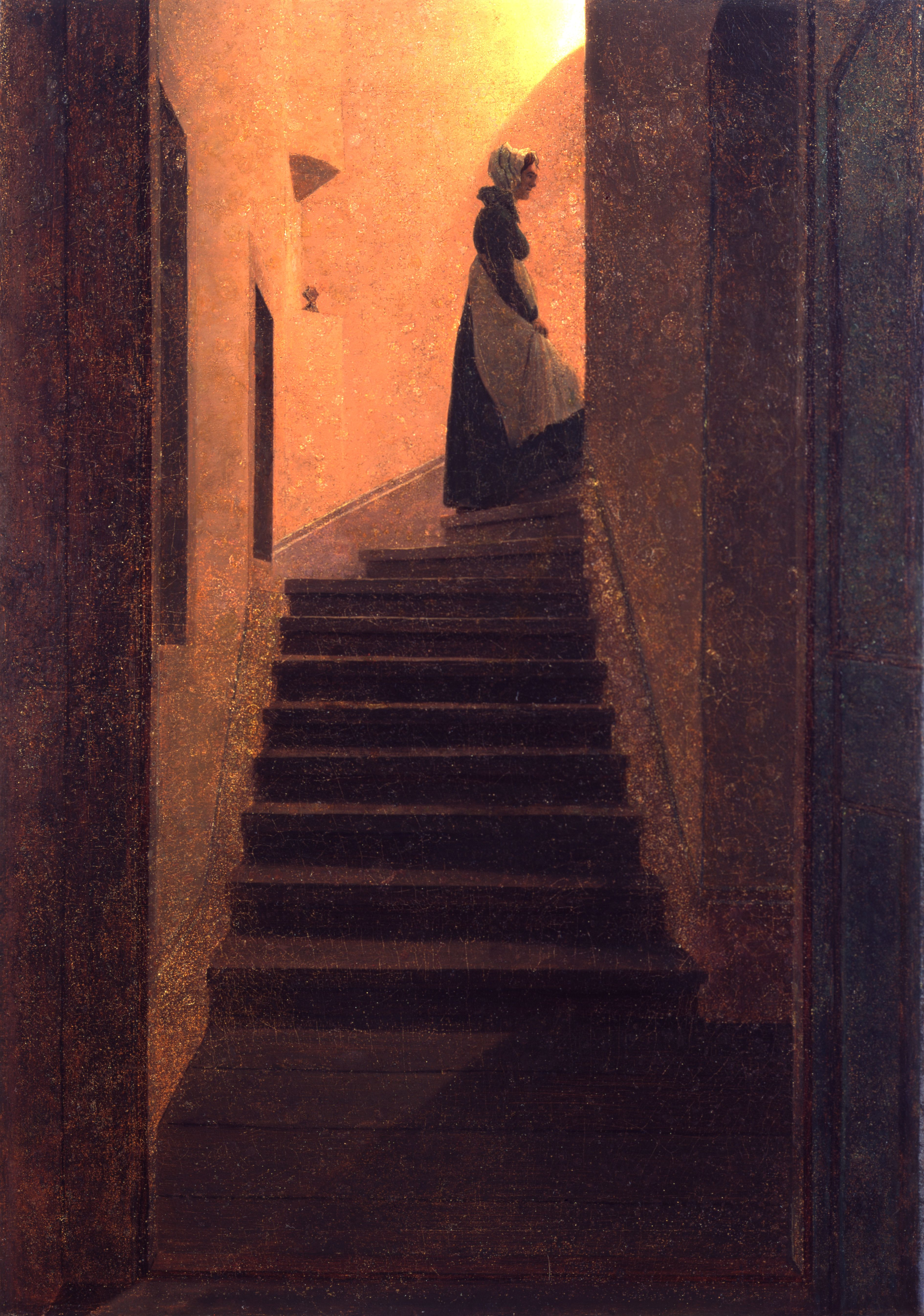
Caspar David Friedrich: Zum Licht hinaufsteigende Frau, um 1825
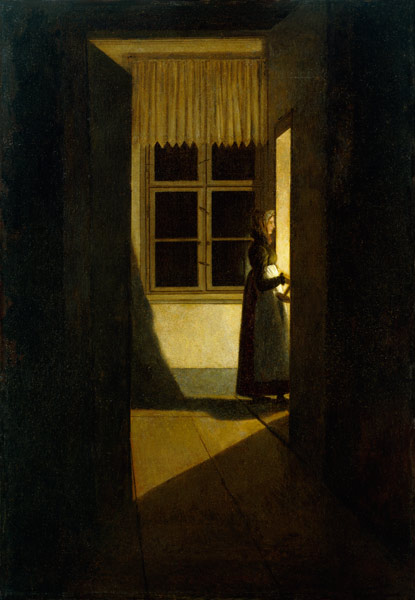
Caspar David Friedrich: Frau mit dem Leuchter, 1825
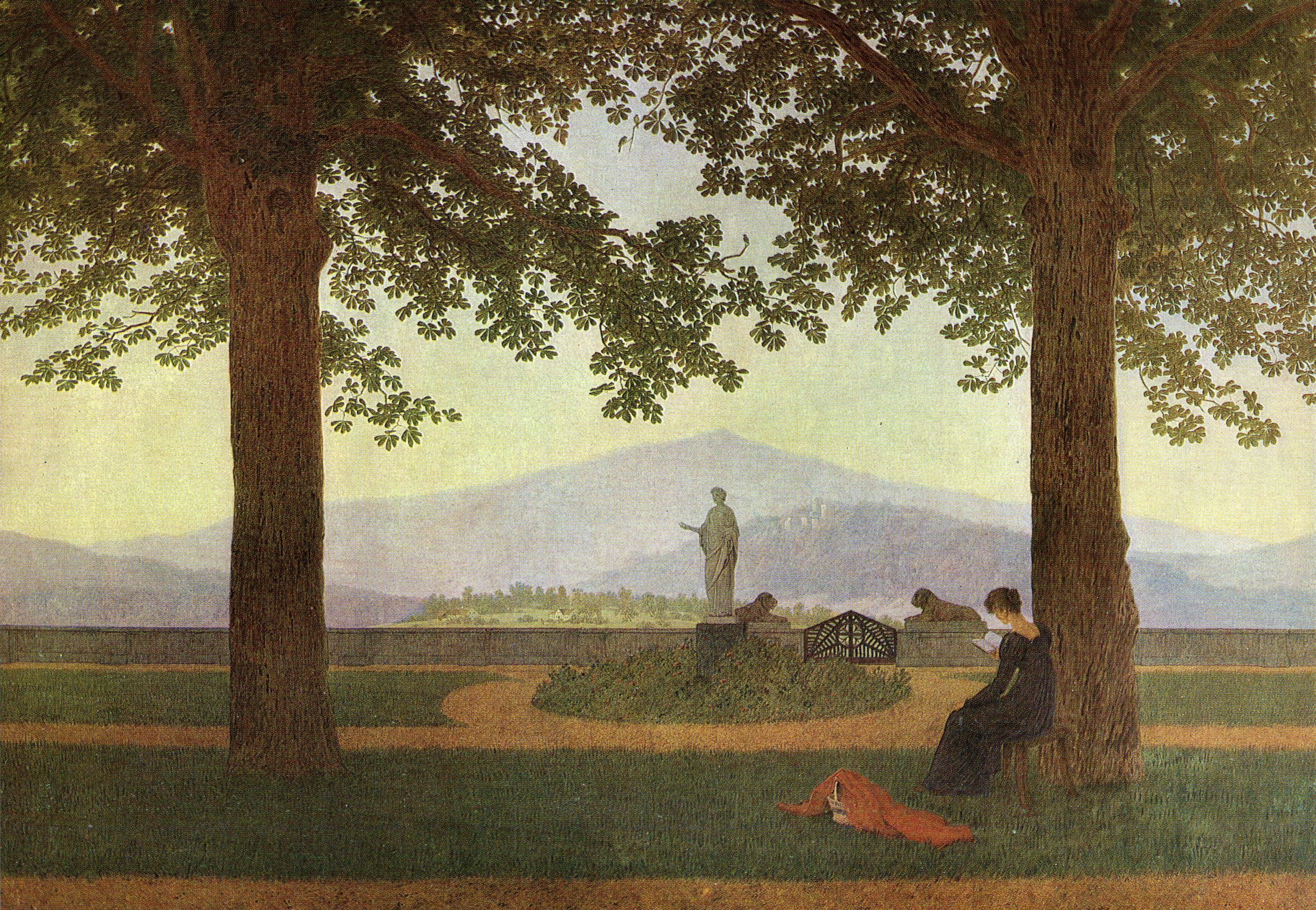
Caspar David Friedrich: Gartenterrasse, 1811
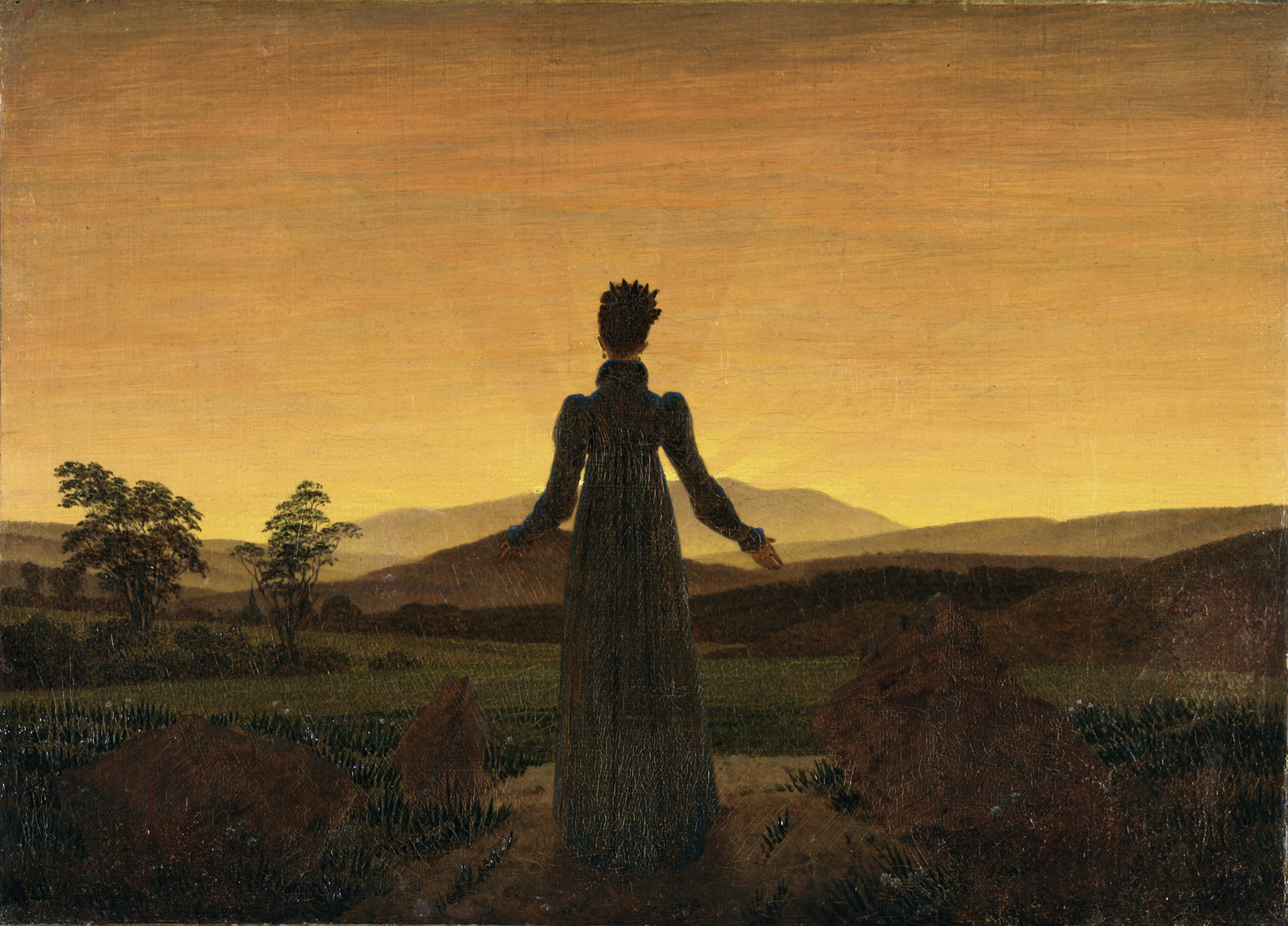
Caspar David Friedrich: Frau vor der untergehenden Sonne, 1818

Werner Busch mutmaßt, Caroline Friedrich könne zu dieser Zeit schwanger geworden sein und der Maler habe für diesen Zustand einen ästhetischen Ausdruck gefunden. Grün und Braun in allen Abstufungen seien die Schöpfungsfarben. In der unfertig erscheinenden Malerei von Carolines Kleid zeige sich das Werdende unter dem Signum von Gottes Schöpfung.

„Vieles und mancherlei hat sich geändert seit ich eine Frau habe. Meine alte einfache häusliche Einrichtung ist in manchen nicht mehr zu erkennen, und es ist mir lieb daß es jetzt sauberer und netter bei mir aussieht. Nur in dem Raum so ich zu meiner Beschäftigung gebrauche bleibt alles beim Alten.“

## Einordnung im Gesamtwerk

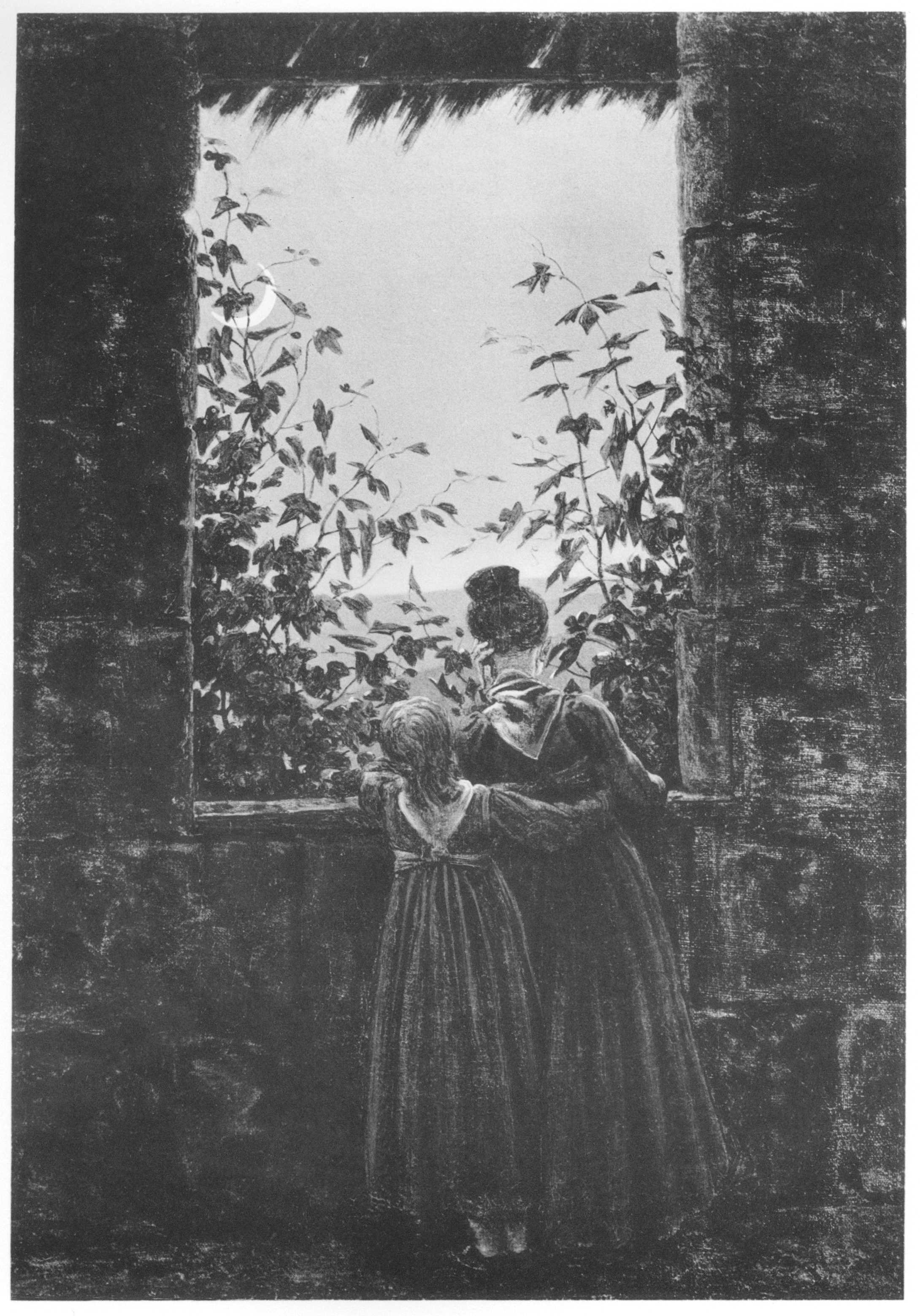
Caspar David Friedrich: Abendstunde, 1825

Gemälde Frau am Fenster ist in dieser Bildgestalt in Friedrichs Werk einzigartig, aber nicht ohne motivischen Vorlauf unter verschiedenen Aspekten. Es gibt neben den Fenstermotiven mit leeren Innenräumen mit dem verbrannten Gemälde Abendstunde ein weiteres Fenstermotiv mit Bildpersonal. Die Innenraumbilder sind selten und beschränken sich auf einige frühe Zeichnungen sowie auf die wenigen Gemälde im Spätwerk.
Eingeordnet werden kann die Frau am Fenster auch in die Werkgruppe, in der die Durchblicke in die Landschaft als Übergänge in andere Räume thematisiert und als Allegorie zu interpretieren sind. Dazu zählen unter anderem die Gartenlaube (1818), Das Friedhofstor (1825/30) oder der Friedhofseingang (1825). Schließlich gehört die Frau am Fenster zu den Werken mit sehr präsenten Rückenfiguren wie Der Wanderer über dem Nebelmeer (1818) oder die Frau vor der untergehenden Sonne (1818). 

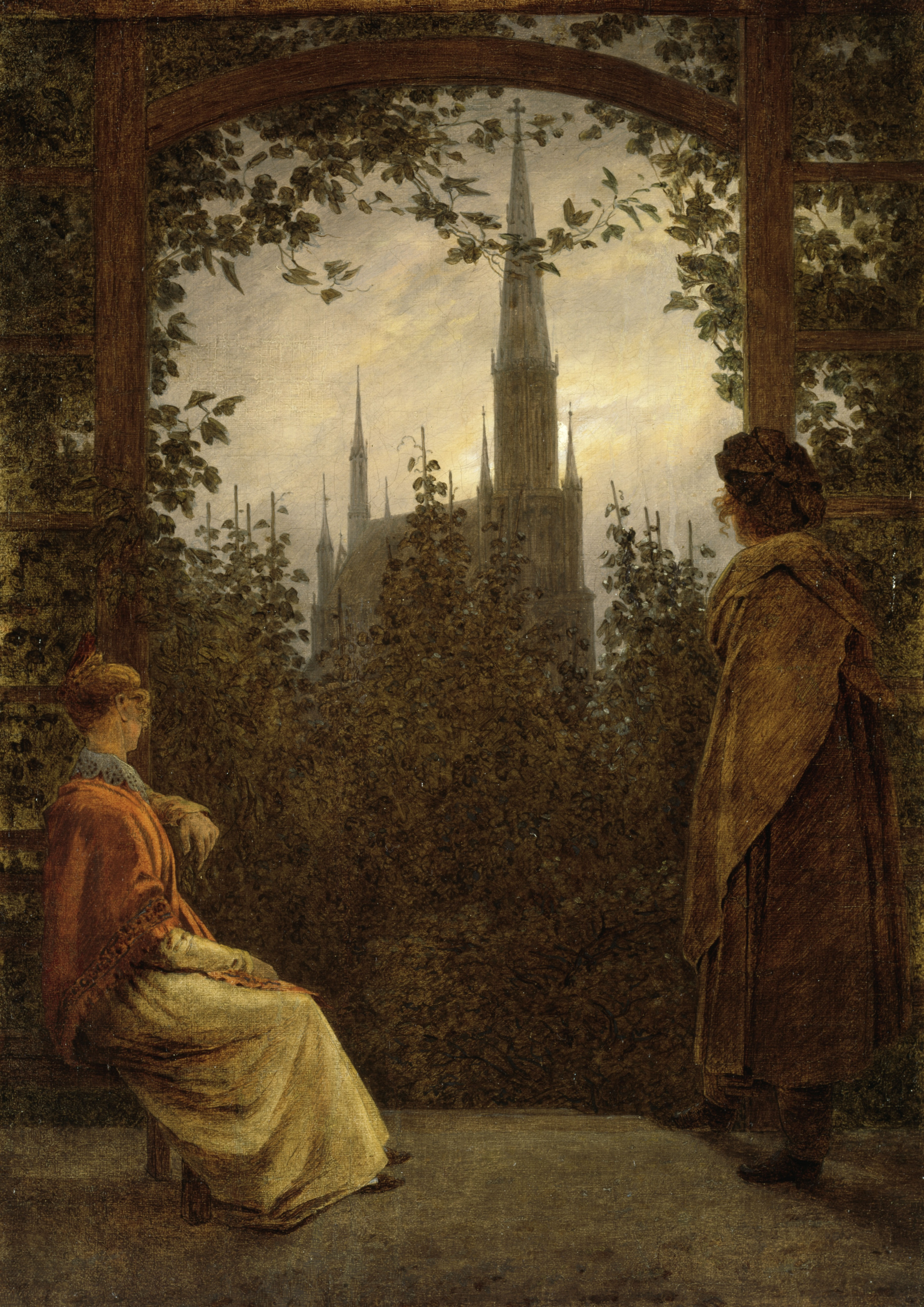
Caspar David Friedrich: Gartenlaube, 1818
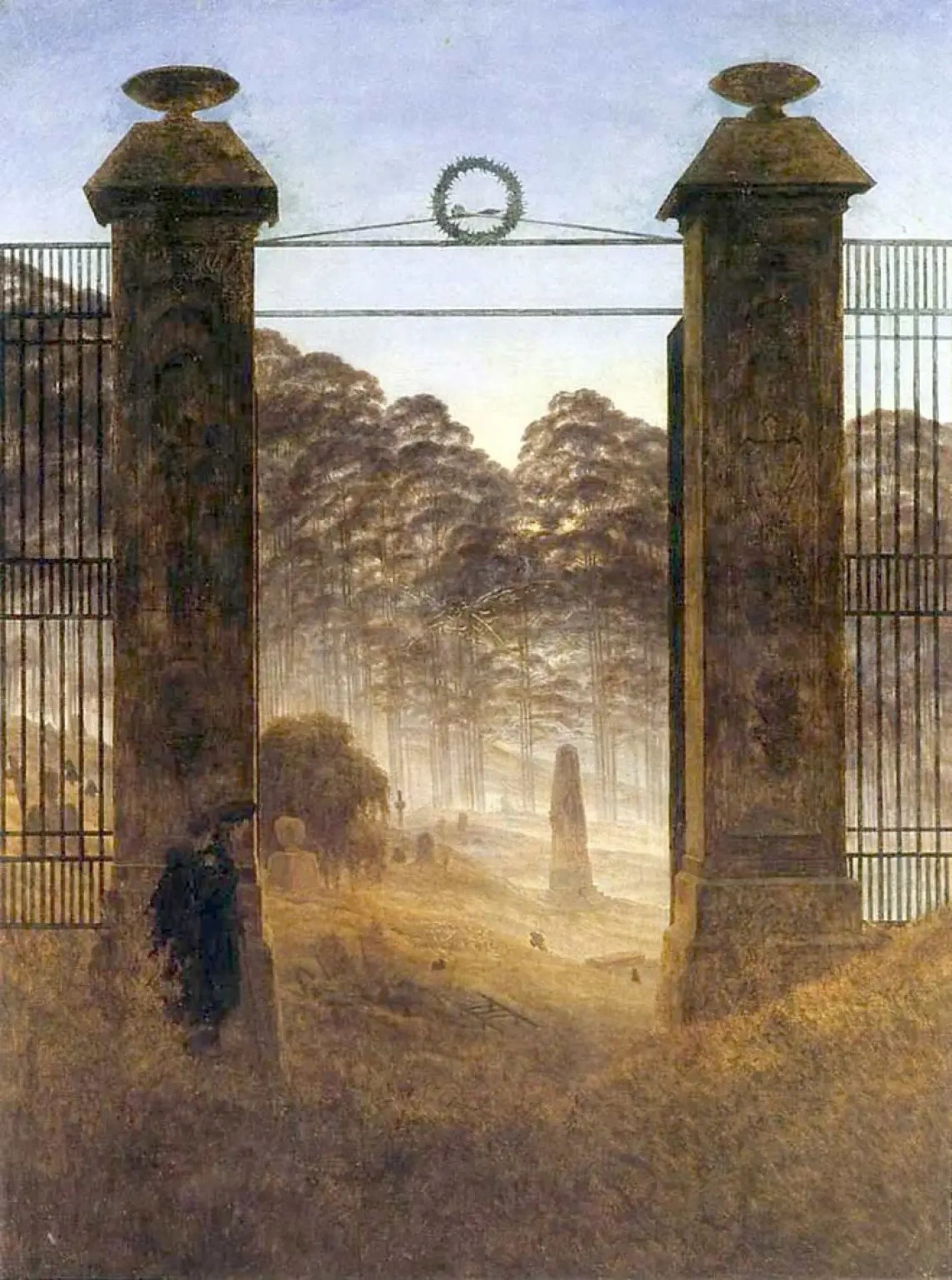
Caspar David Friedrich: Friedhofseingang, 1825
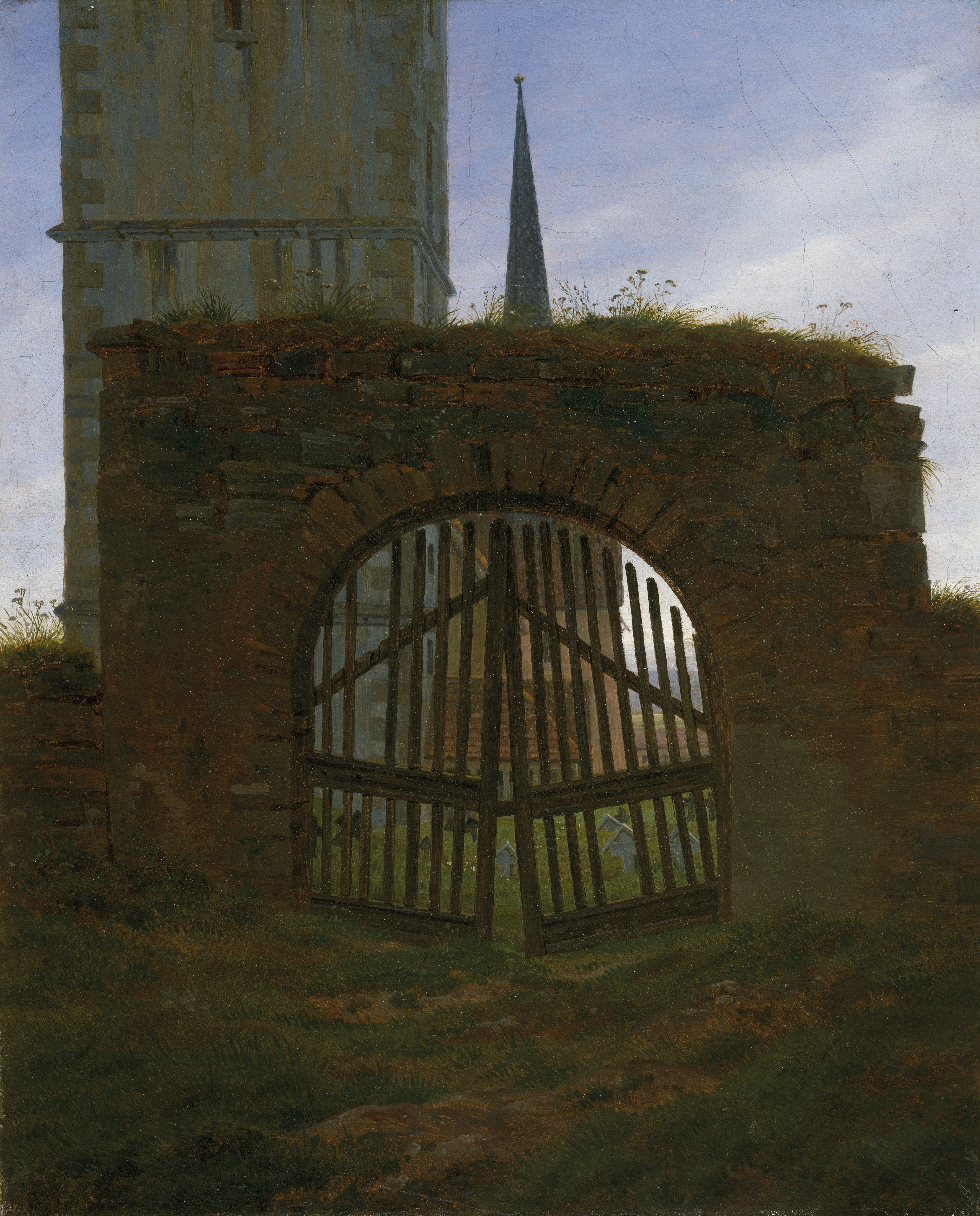
Caspar David Friedrich: Das Friedhofstor, 1825/30
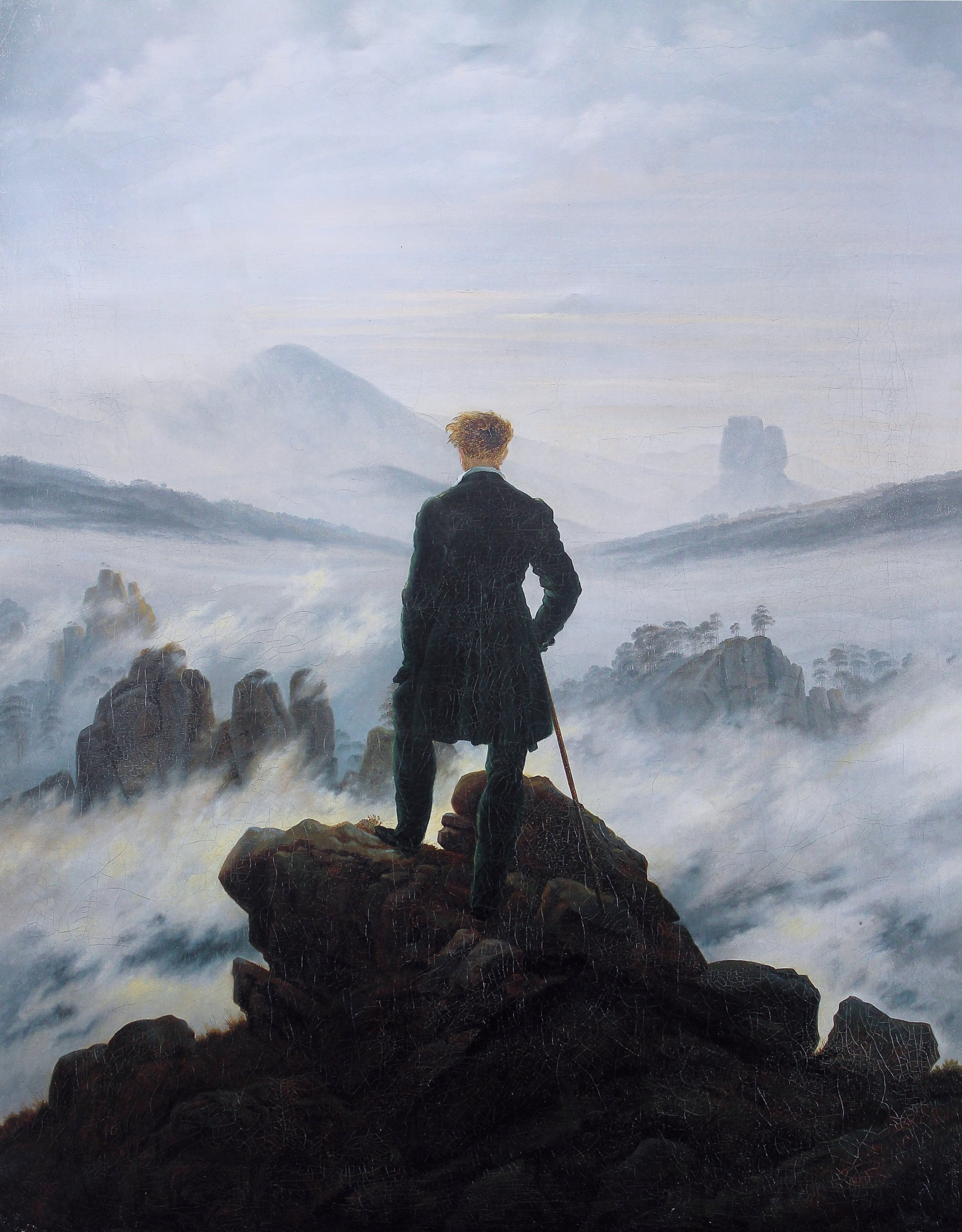
Caspar David Friedrich: Der Wanderer über dem Nebelmeer, 1818

## Rezeption
In einem anonymen Bericht über die Dresdner Kunstausstellung im Herbst 1822 heißt es:

„Ein kleines Bild, das Atelier dieses Künstlers darstellend in seiner eigenthümlichen Einfachheit, mitten im Hintergrund das Fenster mit der Aussicht auf die Elbe und die gegenüber stehenden Pappeln, wäre sehr wahr und hübsch, wenn Friedrich hier nicht nur wieder seiner Laune gefolgt wäre, die es so sehr liebt, Personen nämlich gerade von Hinten darzustellen, seine Gattin steht so im Fenster, theils ist Beleuchtung und Stellung sehr un-vortheilhaft, theils wiederholt er solche Gestalten, die sich alle gleich sehen, viel zu oft.“

Friedrich de la Motte Fouqué sah das Gemälde als Genremotiv und verfasste 1822 nach einem Besuch im Atelier des Malers ein Sonett mit einem Kompliment an Caroline Friedrich.

## Fenstermotiv und Rückenfigur in der Kunst

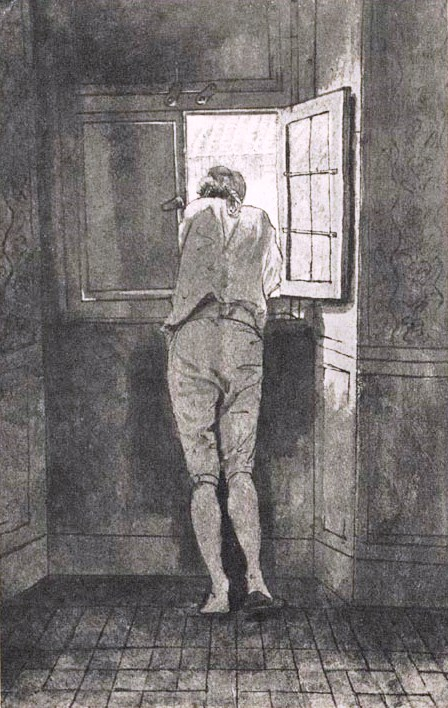
Johann Heinrich Wilhelm Tischbein: Goethe am Fenster der römischen Wohnung am Corso, 1787

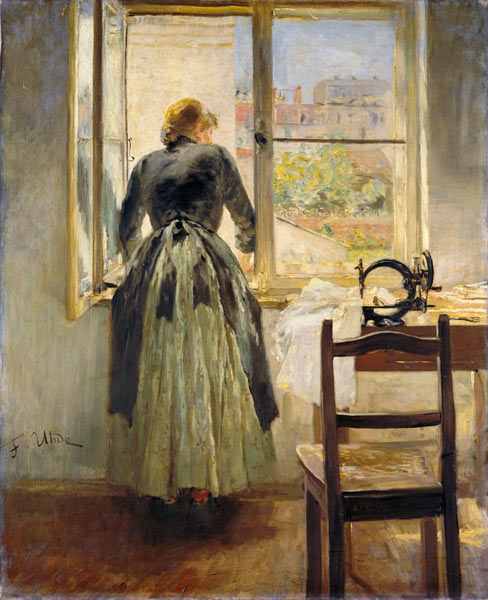
Fritz von Uhde:
Mädchen am Fenster, 1890

Das Bild Frau am Fenster gilt heute als Motiv symbolisch für die romantische Sehnsuchtsperspektive von der Innen- auf die Außenwelt, vom Innenraum auf die Landschaft. Der Betrachter nimmt teil am Betrachten. 
Das Fenstermotiv in der Malerei wird oft mit der Rückenfigur verknüpft. Der von hinten aufgenommene, aus dem Fenster schauende Mensch vermittelt als Bildsubjekt die Fenstersymbolik für Sehnsucht, Grenzerfahrung zwischen Innen und Außen, Geborgenheit und Gefahr, Einsamkeit und Welt. Wobei das Gemälde selbst so etwas wie ein Fenster zu einer vom Maler erfundenen oder zugänglichen historischen Welt ist.
Das Motiv wird in Friedrichs Werk als Ausnahme gesehen, Anregungen aus der Kunstgeschichte werden vermutet. Dem Maler war möglicherweise Johann Heinrich Wilhelm Tischbeins Zeichnung Goethe am Fenster der römischen Wohnung am Corso von 1787 bekannt, die eine intime Begegnung mit dem Dichterfürsten gestattet. Hier bildet das dämmrig stille Zimmer einen Kontrast mit einer zu ahnenden lärmenden Straßenszene. Auch die Frau am Fenster (1654) des Niederländers Jacobus Vrel ist als Vorbild denkbar.
Fritz von Uhdes Mädchen am Fenster (1890) kommt in Komposition und Bildsinn Friedrichs Frau am Fenster am nächsten.
In Umberto Boccionis Gemälde Die Straße dringt ins Haus (1911) kann der Rahmen des Fensters als durchsichtig oder aufgelöst angenommen werden. Die laute und bunte städtische Szene stürzt auf die Frau an der Brüstung ein, wird von ihr regelrecht absorbiert. Die Rückenfigur erscheint als Medium einer psychologischen Situation einer menschlichen Überforderung.

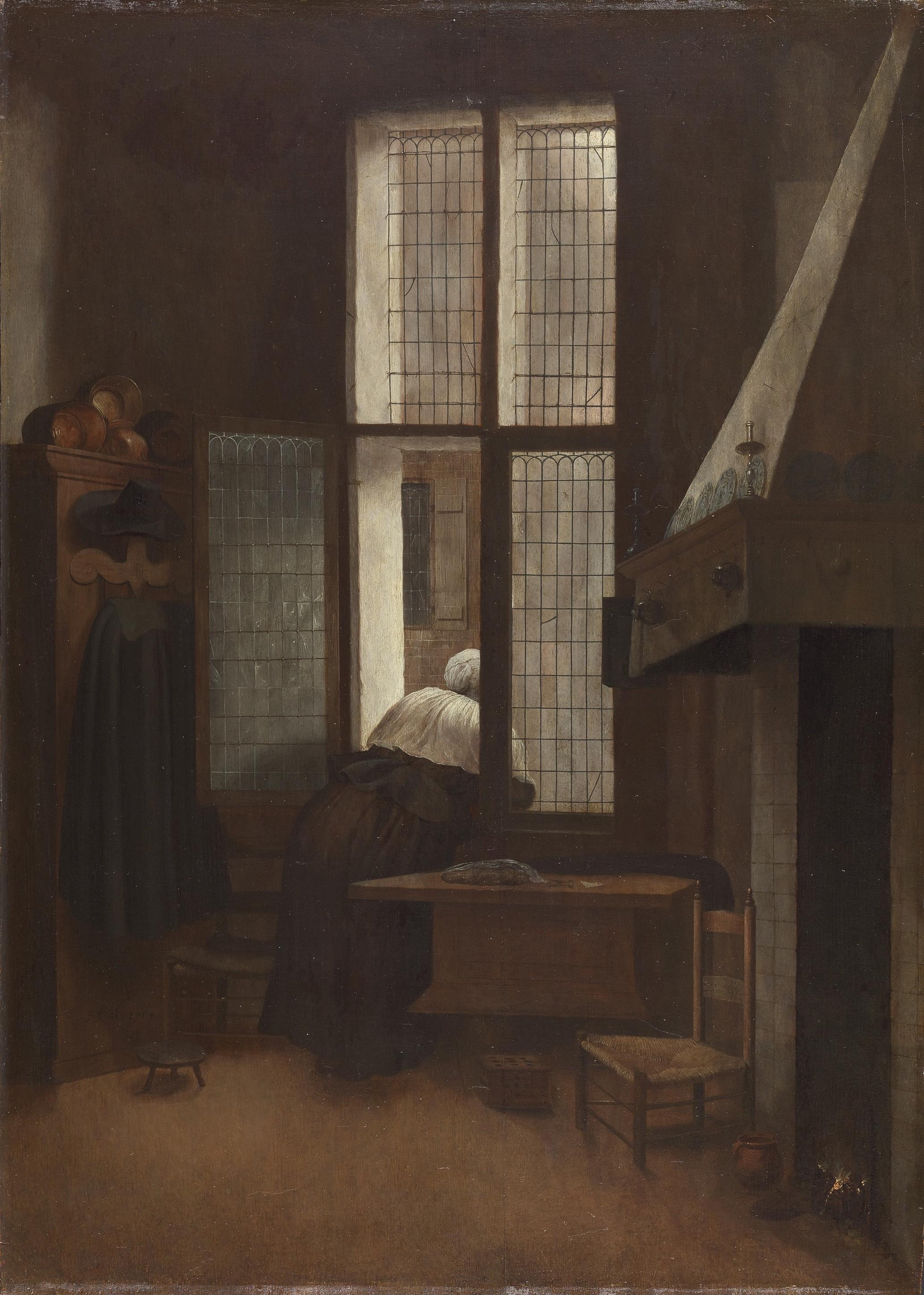
Jacobus Vrel: Frau am Fenster, 1654
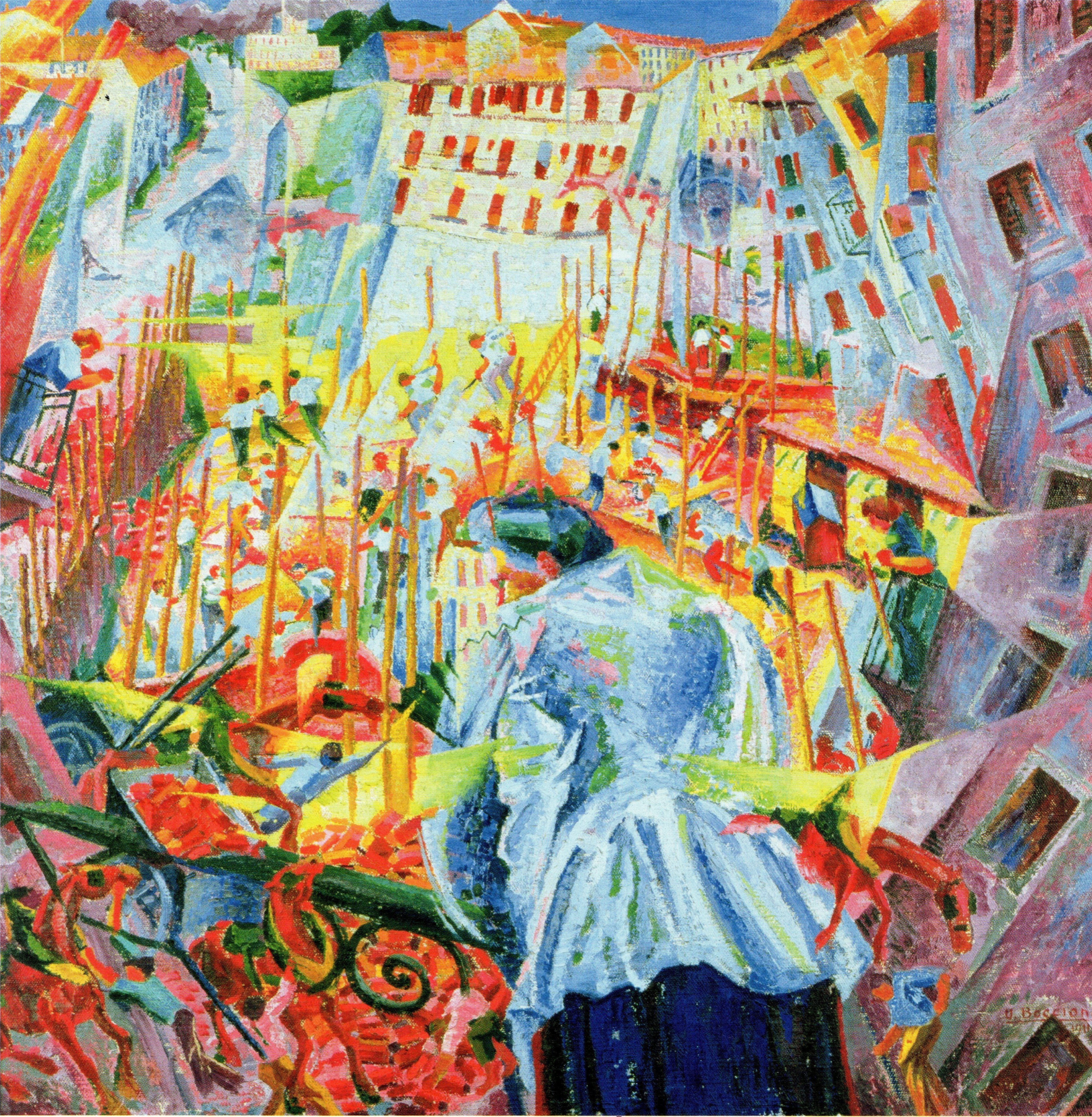
Umberto Boccioni: Die Straße dringt ins Haus, 1911